# یوسوکه ساتو
یوسوکه ساتو (انگلیسی: Yusuke Sato؛ زادهٔ ۲ نوامبر ۱۹۷۷) بازیکن فوتبال اهل ژاپن است.
از باشگاه‌هایی که در آن بازی کرده‌است می‌توان به باشگاه فوتبال ناگویا گرامپوس، باشگاه فوتبال سرزو اوساکا، باشگاه فوتبال توکیو وردی، باشگاه فوتبال ویسل کوبه، و باشگاه ورزشی توچیگی اشاره کرد.